# Річія рейнська
Річія рейнська (Riccia pseudopapillosa) — вид печіночників родини річієвих (Ricciaceae).

## Поширення
Зареєстрований у Європі, Азії Північній Америці.